# Заубер, Самуэл
Са́муэл За́убер (рум. Samuel Zauber; 12 октября 1901 — 12 июня 1986) — румынский футболист еврейского происхождения, вратарь. Участник первого чемпионата мира по футболу в составе сборной Румынии.

## Клубная карьера
На протяжении почти всей игровой карьеры Самуэл Заубер выступал за еврейский футбольный клуб «Маккаби» (Бухарест), участвовавший в региональных соревнованиях. Сезон 1925/26 Заубер провёл в клубе «Исворул Спортул» (Бухарест).
В 1935 году Заубер в составе бухарестского «Маккаби» стал победителем второй «Маккабиады» в Тель-Авиве.

## Международная карьера
Самуэл Заубер был в составе сборной Румынии на первом чемпионате мира в Уругвае, но не выходил на поле.
Дебютным для Заубера в сборной Румынии стал матч против Югославии 28 июня 1931 года в Белграде. Всего в сборной Заубер сыграл три матча — все в 1931 году, из них два полностью и в одном (против Литвы) вышел на замену.
| Матчи и пропущенные голы Самуэла Заубера за сборную Румынии | Матчи и пропущенные голы Самуэла Заубера за сборную Румынии | Матчи и пропущенные голы Самуэла Заубера за сборную Румынии | Матчи и пропущенные голы Самуэла Заубера за сборную Румынии | Матчи и пропущенные голы Самуэла Заубера за сборную Румынии | Матчи и пропущенные голы Самуэла Заубера за сборную Румынии | Матчи и пропущенные голы Самуэла Заубера за сборную Румынии |
| ----------------------------------------------------------- | ----------------------------------------------------------- | ----------------------------------------------------------- | ----------------------------------------------------------- | ----------------------------------------------------------- | ----------------------------------------------------------- | ----------------------------------------------------------- |
| №                                                           | Дата                                                        | Место проведения                                            | Соперник                                                    | Счёт                                                        | Голы                                                        | Турнир                                                      |
| 1                                                           | 28 июня 1931                                                | Белград, Югославия                                          | Югославия                                                   | 4:2                                                         | -2                                                          | Балканский кубок                                            |
| 2                                                           | 26 августа 1931                                             | Каунас, Литва                                               | Литва                                                       | 4:2                                                         | -?                                                          | Товарищеский матч                                           |
| 3                                                           | 29 ноября 1931                                              | Афины, Греция                                               | Греция                                                      | 4:2                                                         | -2                                                          | Балканский кубок                                            |

## Личная жизнь
В 1964 году Самуэл Заубер репатриировался в Израиль, там работал тренером молодёжных команд и держал магазин косметики.